# ديامينياديو
ديامينياديو هي مدينة تقع في السنغال.في 2007 بلغ عدد سكان المدينة 12،326.تربط المدينة طريق مأصر بطول 32كم بالعاصمة داكار.